# Raduše
Raduše so naselje v Občini Slovenj Gradec.

## Lega
Naselje Raduše leži na Koroškem v Občini Slovenj Gradec na nadmorski višini 478. Pošta in poštna št. je 2381 Podgorje. Naselje se razprostira 3.5 km in se konča pod Kozjim hrbtom.

## Gospodarstvo
Tukaj ni industrijskih con tovarn in proizvodenj. Večina ljudi se ukvarja s kmetijstvom in gozdarstvom.  Nekateri se vozijo v bližnja mesta na delo v tovarne, ker z delom na kmetiji ni dovolj prihodka.

## Znamenitosti
Radušnica je naravni potok s polno vijugami, skritimi tolmuni, polna rib, ptic ob njen, sivimi čapljami, ki žal ropajo ribe v potoku.
Kraj ima na poti proti Bošniku enih največjih kmetij v občini, nogometno, košarkarsko in odbojkarsko igrišče s piknik prostorom v naravnem zelenem okolju.
To naselje je dober izhodiščni kraj. Iz te vasi so narejene poti Poštarskemu domu, vasice Sv. Duh in naprej prti Lovski koči …
Do leta 1996 stala najdebelejša smreka v Sloveniji s premerom 176 cm in obsegom 555 cm, ki jo je podrla strela. 
Ima veliko starih kmetij in starejših hiš (domačija Grešovnik, Prevolnik, kovačija Kovač, najbolj znan čebelar na Koroškem Jože Repas. Je skoraj edina vas, ki nima cerkve. Ima gasilski dom in gostilno.

## Zgodovina
Nad kmetijo Hrastnik je  neraziskano prazgodovinsko gradbišče in kljub najdbam (keramična posoda in temelji hiše na prostem) ni časovno opredeljeno. 
V Zatiški dolini pri Smrčuno so leta 1987 odkrili masivne zidane temeljen utrdbe iz konca 15. in začetka 16. stoletja, ki  naj bi služila za obrambo pred turškimi vpadi. To dokazuje, da so leta 1476 Turki požgali cerkev sv. Lovrenca, ki je od takrat ne omenjajo več.